# Банчо Банчевски
Банчо Банчевски е български оперен певец, баритон.

## Биография
Роден е на 5 май 1906 г. в град Ловеч в семейството на офицер. Още в детските си години проявява музикална дарба. Първото му участие е в музикалната пиеса „Болният учител“ (1919). Средно образование завършва в Държавното смесено педагогическо училище „Княз Борис Търновски“ (Ловеч) (1924).
Учи в Музикалната академия в София (1927 – 1930). Живее в Дома за бедни студенти. Завършва Вокалния отдел и от 1931 г. работи в Народната опера и хор „Гусла“. Един от най-популярните баритонови солисти в София. Награден е с орден „Свети Александър“ (1941).
Специализира в Берлин, Прага и Париж (1942 – 1950). От 1951 г. работи в Ню Йорк, САЩ. Солист на Хора на Донските казаци и Хора на Българската православна църква.
Често посещава представленията в „Метрополитен“. На 23 януари 1988 г. по време на антракта между второ и трето действие на операта „Макбет“ пада от петия балкон на „Метрополитен“. Полицията в Ню Йорк констатира самоубийство.